# Sin miedo (álbum de Caló)
Sin miedo es el título del cuarto álbum de estudio grabado por el grupo mexicano de rap Caló. Fue lanzado al mercado por la empresa discográfica PolyGram Latino el 7 de febrero de 1995. El álbum Sin miedo fue producido por Christian de Walden y co-producido por Max di Carlo. De este álbum se desprenden los sencillos "Formas de amor", "La colegiala", "El amor bienvenido", "El cubo" y "Media noche".

## Lista de canciones
| Sin miedo |                                        |                                                                                          |          |  |
| N.º       | Título                                 | Escritor(es)                                                                             | Duración |  |
| 1.        | «Formas de amor»                       | Max di Carlo · Christian de Walden · Margaret Harris · Carlos Toro Montoro               | 4:02     |  |
| 2.        | «Te llevo en mi mente»                 | Margaret Harris · Max di Carlo · Christian de Walden · Ralf Steman · Carlos Toro Montoro | 3:45     |  |
| 3.        | «Media noche»                          | Max di Carlo · Christian de Walden · Carlos Toro Montoro                                 | 3:33     |  |
| 4.        | «El amor bienvenido»                   | Claudio Yarto                                                                            | 3:51     |  |
| 5.        | «Regresa»                              | Claudio Yarto                                                                            | 4:44     |  |
| 6.        | «Malos pasos»                          | Carlos Toro Montoro                                                                      | 4:24     |  |
| 7.        | «Sin miedo»                            | Max di Carlo · Christian de Walden · Carlos Toro Montoro                                 | 3:48     |  |
| 8.        | «Eo, eo - La colegiala»                | Walter León                                                                              | 4:00     |  |
| 9.        | «Mándame dinero»                       | Max di Carlo · Ludis Sorto · Kenny O'Brien · Clauido Yarto                               | 3:42     |  |
| 10.       | «Dáme amor»                            | Max di Carlo · Ludis Sorto · Claudio Yarto · Gerardo Méndez · Andrés Castillo            | 4:25     |  |
| 11.       | «La renta»                             | Claudio Yarto · Max di Carlo · Ludis Sorto                                               | 4:31     |  |
| 12.       | «El cubo»                              | Max di Carlo · Gerardo Méndez · Claudio Yarto                                            | 4:13     |  |
| 13.       | «Eo, eo - La colegiala (Euro version)» | Walter León                                                                              | 3:38     |  |
| 52:34     |                                        |                                                                                          |          |  |